# 라운드 로빈

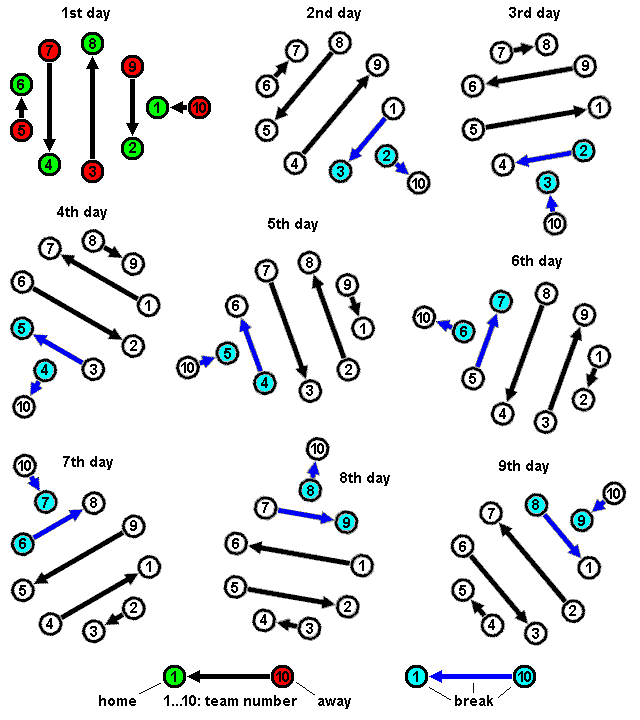

라운드 로빈 토너먼트(round-robin tournament) 또는 리그전(league 戰, 문화어: 련맹전, 일본어: リーグ戦)은  스포츠 경기에서 각 팀이 다른 팀과 모두 최소 한 번씩 경기를 치르는 경기 방식이다. 영어권에서 리그라는 표현은 일반적으로 대회라는 뜻으로 사용되므로 이 방식을 지칭할 경우 라운드 로빈 토너먼트(round-robin tournament) 또는 올 플레이 올 토너먼트(all-play-all tournament)라는 표현을 사용한다. 한국어에서 일반적으로 토너먼트가 싱글 엘리미네이션 토너먼트를 가리키는 것과는 상반된다.

## 개요
대부분의 스포츠 경기의 정규시즌은 이 리그전 방식을 채택하고 있다. 리그전의 장점은 스포츠 경기를 계획적이고 장기적으로 할 수 있다는 것이다. 모든 팀이 겨루는 방식이다 보니 리그경기를 모두 소화하는 데 기간이 오래 걸린다. 따라서 사람들이 스포츠 경기를 오랫동안 즐길 수 있게 되고, 스포츠 팀들은 경기를 하는 동안에 많은 수익을 창출할 수 있게 된다.
라운드 로빈은 다른 팀과 치르는 경기 횟수에 따라 접두어를 붙이기도 한다. 그 예로, 다른 팀과 한 번씩 경기를 치르면 싱글 라운드 로빈(single round-robin), 두 번씩 치르면 더블 라운드 로빈(double round-robin)이라고 부르는 식이다.
라운드 로빈과 대비되는 경기방식으로는 엘리미네이션 토너먼트 방식이 있다. 가장 일반적인 토너먼트 방식으로 알려진 싱글 엘리미네이션 토너먼트의 경우 두 팀이 단판승부를 벌여 승리한 팀은 다음 라운드로 진출하고, 패배한 팀은 탈락하는 방식이다.

## 종목별 라운드 로빈

### 축구
전세계에 존재하는 대부분의 축구 리그는 대회에서 이 방식을 사용한다. 각 리그에서는 승리 시 승점 (+3점), 무승부 시 (+1점), 패배 시 승점 (+0점)을 얻는다.
이 중 잉글랜드의 프리미어리그, 일본의 J리그 등은 정규시즌에서 단일 리그 방식을 사용하고 있다. 단일 리그 방식은 모든 팀이 다른 팀과 특정 횟수만큼 맞붙고 나면 시즌을 종료하며 가장 높은 승점을 가진 팀이 우승하는 방식이다.
반면 대한민국의 K리그1, 스코틀랜드의 스코티시 프리미어십은 스플릿 리그 방식을 사용한다. 스플릿 리그는 모든 팀이 타 팀과 특정 횟수만큼 경기를 치르는 것은 단일리그와 동일하다. 하지만 스플릿 리그는 특정 횟수 만큼의 경기를 치르고 난 후 하나의 리그를 두 개 이상의 다른 리그로 분할하여 추가적인 경기를 치른다는 특징을 가진다.
FIFA 월드컵이나 AFC 아시안컵과 같은 대회는 조별리그 후, 토너먼트로 경기를 진행하고 있다. 32강에서는 8조로 4팀씩 나누어 각 조별로 리그경기를 치른다. 리그경기를 치른 후 각 조의 1, 2위팀이 16강에 진출하고, 16강 토너먼트가 시작된다. 16강, 8강, 준결승, 결승전으로 치러 승리팀을 가린다.

### 야구
대한민국의 KBO 리그, 미국의 MLB 등에서 리그전 경기방식을 사용하고 있다. 야구의 리그에서는 승점제를 사용하지 않으며 각 팀의 승률로 순위를 결정한다. KBO 리그는 12회 연장전까지 있어서 무승부가 있으나, 미국의 MLB는 연장이 무제한으로 있어서 무승부가 존재하지 않는다. 정규시즌이 종료되고 KBO 리그는 5강 플레이오프를 실시하며 미국은 MLB 정규시즌 1위팀들과 와일드카드 1위팀들이 참가하는 포스트시즌을 치른다.

### 농구
대한민국의 KBL과 미국의 NBA 등도 리그전 경기 방식을 사용하고 있다. 라운드 로빈 방식으로 1라운드에서 풀리그, 계속 이어가는 방식이다. 농구에서는 승점이 없고, 승차가 있고, 무승부는 없다. 경기방식은 1쿼터 ~ 4쿼터까지 있어서, 연장전이 있고, 승부가 난다. 포스트시즌은 KBL은 6팀이 참가하고, NBA은 16팀이 참가하는 점이 있다.

### 배구
대한민국의 V-리그도 리그전 방식을 사용한다. 배구는 순위의 결정에 있어서 축구와 마찬가지로 승점제를 사용한다. 배구에서 3-0, 3-1 승리를 하면 승점 3점을 얻게 되고, 3-2 승리시에는 승점 2점, 2-3 패배는 승점 1점, 1-3 패배나 0-3 패배는 승점 0점을 획득하는 방식이다.

### 리그 오브 레전드
대한민국의 리그 오브 레전드 대회인 리그 오브 레전드 챔피언스 코리아 역시 리그전 방식을 사용한다. 롤챔스 대회는 한 시즌을 여러 주차로 나누어서 진행한다는 특징을 지닌다. 롤챔스는 승점제를 채택하지 않았으며 다승과 세트 득실로 순위를 가른다는 특징을 지닌다.

## 같이 보기
- 승자전